# Boissy-le-Sec
Boissy-le-Sec – miejscowość i gmina we Francji, w regionie Île-de-France, w departamencie Essonne.
Według danych na rok 1990 gminę zamieszkiwały 502 osoby, a gęstość zaludnienia wynosiła 26 osób/km² (wśród 1287 gmin regionu Île-de-France Boissy-le-Sec plasuje się na 808. miejscu pod względem liczby ludności, natomiast pod względem powierzchni na miejscu 88.).